# Frank Van der Veer
Frank Van der Veer (Nova Iorque, 2 de junho de 1921 — Los Angeles, 7 de janeiro de 1982) é um especialista em efeitos visuais estadunidense. Venceu o Oscar de melhores efeitos visuais na edição de 1977 por King Kong, ao lado de Carlo Rambaldi e Glen Robinson.